# Oració a l'hort (El Greco, versions del taller)
Existeixen poques versions del taller d'El Greco de l'Oració a l'hort de Getsemaní, però algunes són d'una qualitat remarcable, amb probable intervenció del mestre.
Harold Wethey esmenta dues vesions del Tipus-I (format apaïsat), però una d'elles fou destruïda durant la Guerra Civil Espanyola, i l'altra és de difícil localització. Existeixen tres versions del Tipus-II (format vertical) una de les quals és il·localitzable.

### Versió de lesEscoles Pies de San Antón
Oli sobre llenç; 190 x 129 cm.; És una variant del Tipus-I, tot i que el format del llenç és més alt que ample.
Té una estranya inscripció sobre la roca de la dreta, que és molt més tardana que la resta de la pintura: "Aº Gº Thatocopoli f.16 y 16 Toledo".
Tot i l'apreciable qualitat d'aquesta pintura, té una certa duresa de dibuix i de modelatge. El mantell marró de l'àngel no és com el del prototip, però si que ho són les vestimentes vermelles i blaves de Crist.

### Versió del Convent del Convent d'Agustines Recol·lectes, deLleó (Castella i Lleó)
Oli sobre llenç; No consten les seves dimensions; destruït durant la Guerra Civil Espanyola.
Era una còpia del Tipus-I.

### Versió del Palais des Beaux-Arts de Lille (Lilla)
Variant del Tipus-II; Oli sobre llenç: 138 x 92 cm.; 1605 circa.
Segons Harold Wethey, aquest llenç es trobava en deficient estat de conservació. L'àngel vesteix de verd sobre una túnica blanca, i cadascun dels Apòstols del primer terme porta una túnica blava i un ropatge groguenc. L'apòstol central vesteix de color rosa, i el mateix color és emprat per a la túnica de Crist substituint al vermell fosc habitual en les altres versions.

#### Procedència
- Llegat de Mlle. Cottini l'any 1879.

### Versió de l'antiga col·lecció Contini Bonacossi
Oli sobre llenç; 1600-15; Antigament a la col·lecció Contini Bonacossi, de Florència.
Signat a la part inferior dreta, amb lletres cursives gregues: doménikos theotokópoli (sic) e`poíei.
Segons Harold Wethey, és una còpia pobre de Oració a l'hort (El Greco, Budapest), però la coloració és idéntica a la versió de Lilla. Alguns espais de la signatura no són correctes, però altres peculiaritats apareixen en signatures autèntiques.

#### Procedència
- Dr.Gómez, Madrid (1915)
- Kunsthandels, Lucerne.
- Knoedler, New York, 1915.
- Contini Bonacossi, Florència.
- Comprador anònim; Christie's, New York, 26 de Gener 2005, lot 311, com a 'Studio of El Greco' ($262,400).[4]